# Yanchi, Peking
Yanchi (kinesiska: 雁翅, 雁翅镇) är en köping i Kina. Den ligger i Mentougou i storstadsområdet Peking, i den norra delen av landet, omkring 51 kilometer väster om stadskärnan. Antalet invånare är 6 587. Befolkningen består av 3 069 kvinnor och 3 518 män. Barn under 15 år utgör 6,0 %, vuxna 15-64 år 75 %, och äldre över 65 år 17,0 %.